# Ava Devine
Ava Devine, född 22 januari 1974, i Long Island, New York, USA, är en aktör i pornografisk film. Sedan 2003 har hon medverkat i runt 250 filmer, bland andra Leave It to Cleavage och My friends hot mom 1,2,3 och 4. Hon har gjort många scener med Alex Sanders och Mr. Pete.
Hon är av kinesisk/italienskt ursprung.